# Merdocchio
Il merdocchio è una preparazione culinaria tipica della Maremma, prodotta con il cibo ingurgitato dalle beccacce e da loro parzialmente digerito.
È conosciuto anche in Dalmazia e in Germania, dove assume il nome di Schnepfendreck.

## Caratteristiche
Il merdocchio viene preparato con gli intestini non puliti della beccaccia, acciughe, insaporendolo con bacche di ginepro e vinsanto. Quando è pronto assume un colore molto scuro e una consistenza cremosa. Viene consumato dopo averlo fatto soffriggere e averlo spalmato sui crostini di pane abbrustolito, volendo anche questi bagnati nel vinsanto.
Si ritiene che la beccaccia fornisca una base ideale per la preparazione del merdocchio grazie alla struttura del suo lungo becco, che agisce come una sorta di filtro naturale.

## Nella letteratura
La ricetta compare nel manuale di Pellegrino Artusi La scienza in cucina e l'arte di mangiar bene nella sezione sui Principii, con il nome di "crostini di beccaccia".
La preparazione del merdocchio è descritta largamente in un capitolo del saggio autobiografico Esilio del giornalista e scrittore dalmata italiano Enzo Bettiza.
È inoltre citato di sfuggita nel romanzo per ragazzi Ciondolino dello scrittore toscano Luigi Bertelli detto Vamba.